# 高間寛八
高間 寛八（たかま かんぱち、生没年不詳）は、幕末期の砲術家。諱は正寛、通称は多須衛。子は幕末の武士高間省三。

## 経歴・人物
安芸広島藩士。文久3年（1863年）長崎に派遣され西洋式の銃砲を購入する。維新後は藩の武具奉行となり、武器弾薬の備蓄を図った。